# Althea Gibson
Althea Gibson (Silver, Carolina del Sud, 25 d'agost de 1927 - East Orange, 28 de setembre de 2003) va ser una tennista i golfista estatunidenca. Va ser la primera tennista afroamericana a jugar un torneig amateur o professional, a més de ser la primera entre homes i dones afroamericans a guanyar un Grand Slam individual, i també la primera dona negra en competir en el Women's Professional Golf Tour. Pels seus èxits en una època dominada pel racisme i prejudicis, Gibson va esdevenir un referent per tots els esportistes afroamericans.
En el seu palmarès destaquen diversos títols de Grand Slam, tant en individuals com en dobles femenins i mixts, des de 1956 a 1958. Va guanyar cinc títols de Grand Slam individuals, tres diferents i finalista en l'altre torneig que li va mancar, cinc més en dobles femenins, novament tres diferents i doble finalista en el torneig que li va mancar, i un títol en la modalitat de dobles mixts.

## Torneigs de Grand Slam

### Individual: 7 (5−2)
| Resultat   | Núm. | Any  | Torneig                  | Oponent         | Marcador      |
| ---------- | ---- | ---- | ------------------------ | --------------- | ------------- |
| Guanyadora | 1.   | 1956 | Internationaux de France | Angela Mortimer | 6−0, 12−10    |
| Finalista  | 1.   | 1956 | US Championships         | Shirley Fry     | 3−6, 4−6      |
| Finalista  | 2.   | 1957 | Australian Championships | Shirley Fry     | 3−6, 4−6      |
| Guanyadora | 2.   | 1957 | Wimbledon                | Darlene Hard    | 6−3, 6−2      |
| Guanyadora | 3.   | 1957 | US Championships         | Louise Brough   | 6−3, 6−2      |
| Guanyadora | 4.   | 1958 | Wimbledon (2)            | Angela Mortimer | 8−6, 6−2      |
| Guanyadora | 5.   | 1958 | US Championships (2)     | Darlene Hard    | 3−6, 6−1, 6−2 |

### Dobles femenins: 7 (5−2)
| Resultat   | Núm. | Any  | Torneig                  | Parella       | Oponents                                      | Marcador      |
| ---------- | ---- | ---- | ------------------------ | ------------- | --------------------------------------------- | ------------- |
| Guanyadora | 1.   | 1956 | Internationaux de France | Angela Buxton | Darlene Hard Dorothy Head Knode               | 6−8, 8−6, 6−1 |
| Guanyadora | 2.   | 1956 | Wimbledon                | Angela Buxton | Fay Muller Daphne Seeney                      | 6−1, 8−6      |
| Guanyadora | 3.   | 1957 | Australian Championships | Shirley Fry   | Mary Bevis Hawton Fay Muller                  | 6−2, 6−1      |
| Guanyadora | 4.   | 1957 | Wimbledon (2)            | Darlene Hard  | Mary Bevis Hawton Thelma Coyne Long           | 6−1, 6−2      |
| Finalista  | 1.   | 1957 | US Championships         | Darlene Hard  | Louise Brough Clapp Margaret Osborne duPont   | 2−6, 5−7      |
| Guanyadora | 5.   | 1958 | Wimbledon (3)            | Maria Bueno   | Margaret Osborne duPont Margaret Varner Bloss | 6−3, 7−5      |
| Finalista  | 2.   | 1958 | US Championships (2)     | Maria Bueno   | Darlene Hard Jeanne Arth                      | 6−2, 3−6, 4−6 |

### Dobles mixts: 4 (1−3)
| Resultat   | Núm. | Any  | Torneig          | Parella        | Oponents                     | Marcador      |
| ---------- | ---- | ---- | ---------------- | -------------- | ---------------------------- | ------------- |
| Finalista  | 1.   | 1956 | Wimbledon        | Gardnar Mulloy | Shirley Fry Vic Seixas       | 6−2, 2−6, 5−7 |
| Finalista  | 2.   | 1957 | Wimbledon (2)    | Neale Fraser   | Darlene Hard Mervyn Rose     | 4−6, 5−7      |
| Guanyadora | 1.   | 1957 | US Championships | Kurt Nielsen   | Darlene Hard Robert Howe     | 6−3, 9−7      |
| Finalista  | 3.   | 1958 | Wimbledon (3)    | Kurt Nielsen   | Lorraine Coghlan Robert Howe | 3−6, 11−13    |

## Trajectòria

### Individual
| Australian Championships | A  | A  | A  | A  | A  | A  | A  | F | A | 0 / 1 | 4 − 1  |
| Internationaux de France | A  | A  | A  | A  | A  | A  | G  | A | A | 1 / 1 | 6 − 0  |
| Wimbledon | A  | 3R | A  | A  | A  | A  | QF | G | G | 2 / 4 | 17 − 2 |
| US Open | 2R | 3R | 3R | QF | 1R | 3R | F  | G | G | 2 / 9 | 27 − 7 |
| Llegenda: G: Guanyadora; F: Finalista; SF: Semifinalista; QF: Quarts de final; Q: Qualificació; A: Absent; RR: Round Robin; |    |    |    |    |    |    |    |   |   |       |        |

### Dobles femenins
| Australian Championships | A  |  | A | G | A | A |  | A  | 1 / 1 | 6 − 0  |
| Internationaux de France | A  |  | G | A | A | A |  | A  | 1 / 1 | 6 − 0  |
| Wimbledon | 2R |  | G | G | G | A |  | A  | 3 / 4 | 19 − 1 |
| US Open | A  |  | A | F | F | F |  | 1R | 0 / 4 | 15 − 4 |
| Llegenda: G: Guanyadora; F: Finalista; SF: Semifinalista; QF: Quarts de final; Q: Qualificació; A: Absent; RR: Round Robin; |    |  |   |   |   |   |  |    |       |        |

### Dobles mixts
| Australian Championships | A  | SF | A |  | A  | A  | A | A  | 0 / 1 | 3 − 1  |
| Internationaux de France | QF | A  | A |  | A  | A  | A | A  | 0 / 1 | 2 − 1  |
| Wimbledon | F  | F  | F |  | A  | A  | A | A  | 0 / 3 | 12 − 3 |
| US Open | A  | G  | A |  | 1R | 1R | A | 1R | 1 / 4 | 5 − 4  |
| Llegenda: G: Guanyadora; F: Finalista; SF: Semifinalista; QF: Quarts de final; Q: Qualificació; A: Absent; RR: Round Robin; |    |    |   |  |    |    |   |    |       |        |